# Dicerca pectorosa
Dicerca pectorosa – gatunek chrząszcza z rodziny bogatkowatych i podrodziny Chrysochroinae.
Gatunek ten został opisany w 1857 roku przez Johna Lawrence'a LeConte.
Chrząszcz ten ma czułki o drugim członie znacznie krótszym od trzeciego, wyrostek przepiersia niewypukły, a pokrywy krótko owłosione. U obu płci ostatni z widocznych sternitów odwłoka ma ścięty brzeg zewnętrzny i powierzchnię z trzema podłużnymi, nagimi wyniosłościami, z których środkowa jest krótsza niż boczne.
Owad nearktyczny, rozsiedlony jest od południowej Alberty, Kolumbii Brytyjskiej i Saskatchewan aż po Kalifornię Larwy przechodzą rozwój w drewnie różnych gatunków z rodzaju śliwa (Prunus).